# Skawinki
Skawinki est une localité polonaise de la gmina de Lanckorona, située dans le powiat de Wadowice en voïvodie de Petite-Pologne.